# Shakedown (Lied)
Shakedown ist ein Lied von Bob Seger aus dem Jahr 1987, das von ihm, Harold Faltermeyer und Keith Forsey geschrieben wurde. Produziert wurde es von Keith Forsey, und es ist Bestandteil des Soundtracks zum Film Beverly Hills Cop II.

## Geschichte
Ursprünglich war Segers Freund und Kollege Glenn Frey, der auch zum Film Beverly Hills Cop – Ich lös’ den Fall auf jeden Fall den Song The Heat Is On einsang, vorgesehen. Doch Frey mochte den Song nicht und fiel auch wegen Laryngitis aus, sodass Seger ihn einsang. Nachdem das Lied ein Erfolg wurde, rief Frey Seger an, gratulierte ihm und sagte: „At least we kept the money in Michigan!“ (deutsch: „Wenigstens haben wir das Geld in Michigan behalten!“).
Die Veröffentlichung war am 23. Mai 1987, in den Vereinigten Staaten und Kanada wurde der Pop-Rocksong ein Nummer-eins-Hit. Bei der Oscarverleihung 1988 wurde der Song in der Kategorie Bester Song, ebenso auch bei den Golden Globe Awards 1988 in der Kategorie Bester Filmsong nominiert, unterlag aber dem Duett (I’ve Had) The Time of My Life von Bill Medley und Jennifer Warnes. Dennoch wurde er bei der Oscarverleihung 1988 von Little Richard gesungen.

## Musikvideo
Im Musikvideo trägt Bob Seger mit einer Begleitband den Song vor, begleitet von Filmszenen aus Beverly Hills Cop II.

## Chartplatzierungen
| ChartsChartplatzierungen       | Höchstplatzierung | Wochen |
| ------------------------------ | ----------------- | ------ |
| Deutschland (GfK)              | 60 (3 Wo.)        | 3      |
| Vereinigte Staaten (Billboard) | 1 (18 Wo.)        | 18     |
| Vereinigtes Königreich (OCC)   | 88 (5 Wo.)        | 5      |

| ChartsJahrescharts (1987)      | Platzierung |
| ------------------------------ | ----------- |
| Vereinigte Staaten (Billboard) | 9           |

## Coverversionen
- 1998: Steve Winwood